# コレギウム・ムジクム

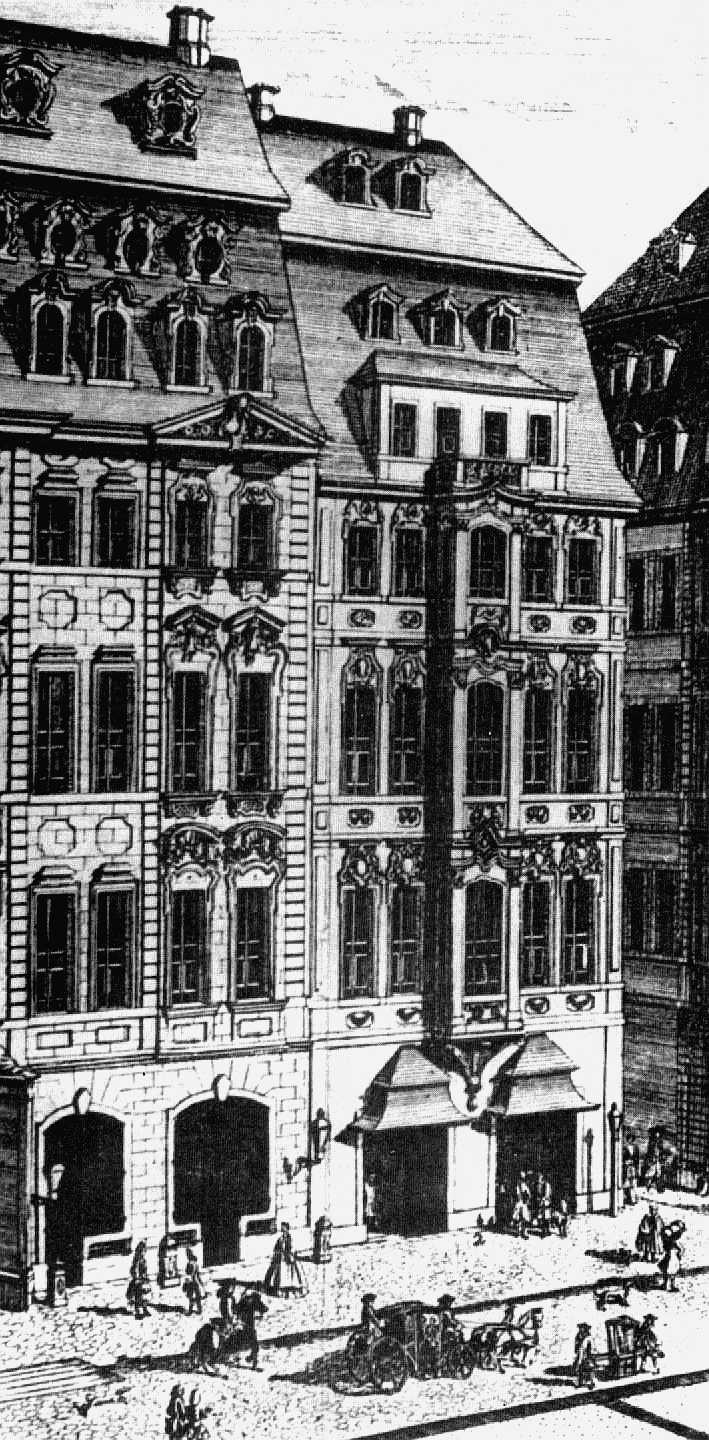
ライプツィヒのコレギウム・ムジクムが演奏会を開いたゴットフリート・ツィンマーマンのコーヒーハウス

コレギウム・ムジクム（ドイツ語: Collegium Musicum）は、16世紀から18世紀にかけてのドイツ語圏で見られた民間の音楽愛好団体。
コレギウム・ムジクムは多くの場合、市民または学生から成り立っていたが、時折プロの音楽家が参加することもあった。原型は16世紀の宗教改革の時代、聖歌を歌うためにプロテスタントたちにより形成された声楽アンサンブルである。これが17世紀に器楽アンサンブルへと変化し、18世紀に全盛期を迎えた。記録に残る最初のコレギウム・ムジクムの公開演奏会は、1660年にマティアス・ヴェックマンの指導のもとハンブルクで行われた演奏会であった。
もっとも著名なコレギウム・ムジクムは1701年にゲオルク・フィリップ・テレマンが創設し、1729年からヨハン・ゼバスティアン・バッハが指導にあたったライプツィヒのコレギウム・ムジクムである。ライプツィヒのコレギウム・ムジクムは、ゴットフリート・ツィマーマンのコーヒーハウスで演奏会を行い、ゴットフリート・ハインリヒ・シュテルツェルやヨハン・ゲオルク・ピゼンデルらも登場したことがある。なおテレマンはその後も1713年にフランクフルト・アム・マインで、1722年にハンブルクでコレギウム・ムジクムを創設している。
さらに1744年以降、アメリカでもモラヴィア系移民によってコレギウム・ムジクムが結成された。
19世紀になるとコレギウム・ムジクムの名は廃れたが、1909年にライプツィヒ大学の教授であったヒューゴ・リーマンがコレギウム・ムジクムを再建してより、各地の大学の古楽アンサンブルにコレギウム・ムジクムの名が冠されるようになった。
現在のこの名称はドイツの一般総合大学のアマチュア・オーケストラの名称であることが多い。原則放課後の部活動扱いの運営を学生がしているが、哲学部の音楽学科がある大学は一緒に実践的な仕事をしていることが多く、一般に年に2回、それぞれの学期末に大きなパイプオルガン付きの大学の講堂で定期演奏会を催し、他大学や周辺諸国と交流したり演奏旅行に行くことも多い。さらにこの部門には複数の大学のアマチュア・オーケストラが属していたり、大きなアマチュア混声合唱団も併設してあることも多い。また大学の主催で音楽大学の学生を定期的に呼んで室内楽などを演奏させたりもしている。古楽器の収集や古楽の研究も伝統的な歴史の立場から盛んである。